# سفارة أفغانستان في باكستان
سفارة أفغانستان في باكستان هي أرفع تمثيل دبلوماسي لدولة أفغانستان لدى باكستان. تقع السفارة في إسلام آباد وهي تهدف لتعزيز المصالح الأفغانية في باكستان.

## وصلات خارجية
- قائمة سفارات أفغانستان
- قائمة السفارات في باكستان